# بيل ريتشاردسون (لاعب كرة قدم)
بيل ريتشاردسون (بالإنجليزية: Bill Richardson)‏ (25 أكتوبر 1943 في المملكة المتحدة - ) هو لاعب كرة قدم بريطاني في مركز الدفاع. لعب مع نادي سندرلاند ونادي يورك سيتي ونادي مانسفيلد تاون ونادي ساوث شيلدز ‏.